# Mariana Popova
Pour les articles homonymes, voir Popov.
Mariana Popova est une chanteuse bulgare née à Sofia le 6 juin 1978 et qui a représenté la Bulgarie au Concours Eurovision de la chanson en 2006 avec la chanson Let me cry.